# 部落解放文学奖
部落解放文学奖（日语：部落解放文学賞）是由日本部落解放同盟在1974年设立的文学奖。主辦單位為部落解放同盟中央本部（日语：部落解放同盟中央本部）與部落解放人权研究所（日语：部落解放・人権研究所）設立的颁奖委员会。获奖作品的原則是反歧視、並从《解放新闻》排行榜中筛选出來。作品不會限制是否來自受歧視的部落。得獎作品會刊載於《部落解放》的臨時專刊。部落解放文学奖包括7个类别：识字、记录文学、小说、诗歌、儿童文学、戏曲、评论。

## 历届得奖者
- 井上光晴
- 今江祥智
- 岩田直二
- 上野瞭
- 小野十三郎
- 镰田慧
- 金时钟
- 木村光一
- 黑古一夫
- 高良留美子
- 小刈米睍（戏曲类）
- 国分一太郎
- 杉浦明平
- 竹内泰宏
- 立松和平
- 野间宏
- 长谷川四郎（戏曲类）
- 原田伴彦
- 针生一郎
- 土方铁
- 绿川亨
- 宫本研
- 村越末男
- 山下明生
- 芳地隆介